# Ayisha Siddiqa
Ayisha Siddiqa (urdu: عائشہ صدیقہ, Ayesha Siddiqa; ur. 8 lutego 1999 w Jhang) – pakistańska aktywistka klimatyczna. Jedna z dwunastu kobiet roku tygodnika "Time" za rok 2022. Współzałożycielka Fossil-Free University oraz Polluters Out - globalnej koalicji młodzieżowych aktywistów.

## Życiorys
Urodziła się 8 lutego 1999 roku w Jhang, pakistańskim mieście zlokalizowanym w Prowincji Pendżab. Wczesne dzieciństwo spędziła na farmie dziadków. W 2012 zmarł jej dziadek, zaś w 2014 babcia. Jak utrzymuje Ayisha, przyczyną ich śmierci było picie zanieczyszczonej wody z pobliskiej rzeki. Jako dziecko przeprowadziła się i zamieszkała na Coney Island w Nowym Jorku. 
W odpowiedzi na konferencję COP25, która odbyła się w 2019 roku, wespół z Isabellą Fallahi i Heleną Gualingą, zdecydowała założyć organizację Polluters Out. Jej celem było zwrócenie uwagi na dużą rolę, jaką koncerny paliw kopalnych odegrały na szczytach klimatycznych ONZ. Zamierzony efekt został osiągnięty dosyć szybko – firmy te dostały zakaz sponsorowania COP26. 
W 2021 ukończyła znajdujący się w Nowym Jorku Hunter College. W tym samym roku wzięła udział w COP26. 
W marcu 2023 tygodnik "Time" wybrał ją jedną z kobiet roku 2022.